# Robiquetia woodfordii
Robiquetia woodfordii är en orkidéart som först beskrevs av Robert Allen Rolfe, och fick sitt nu gällande namn av Leslie Andrew Garay. Robiquetia woodfordii ingår i släktet Robiquetia och familjen orkidéer. Inga underarter finns listade i Catalogue of Life.